# Konrad Olchowicz (ojciec)

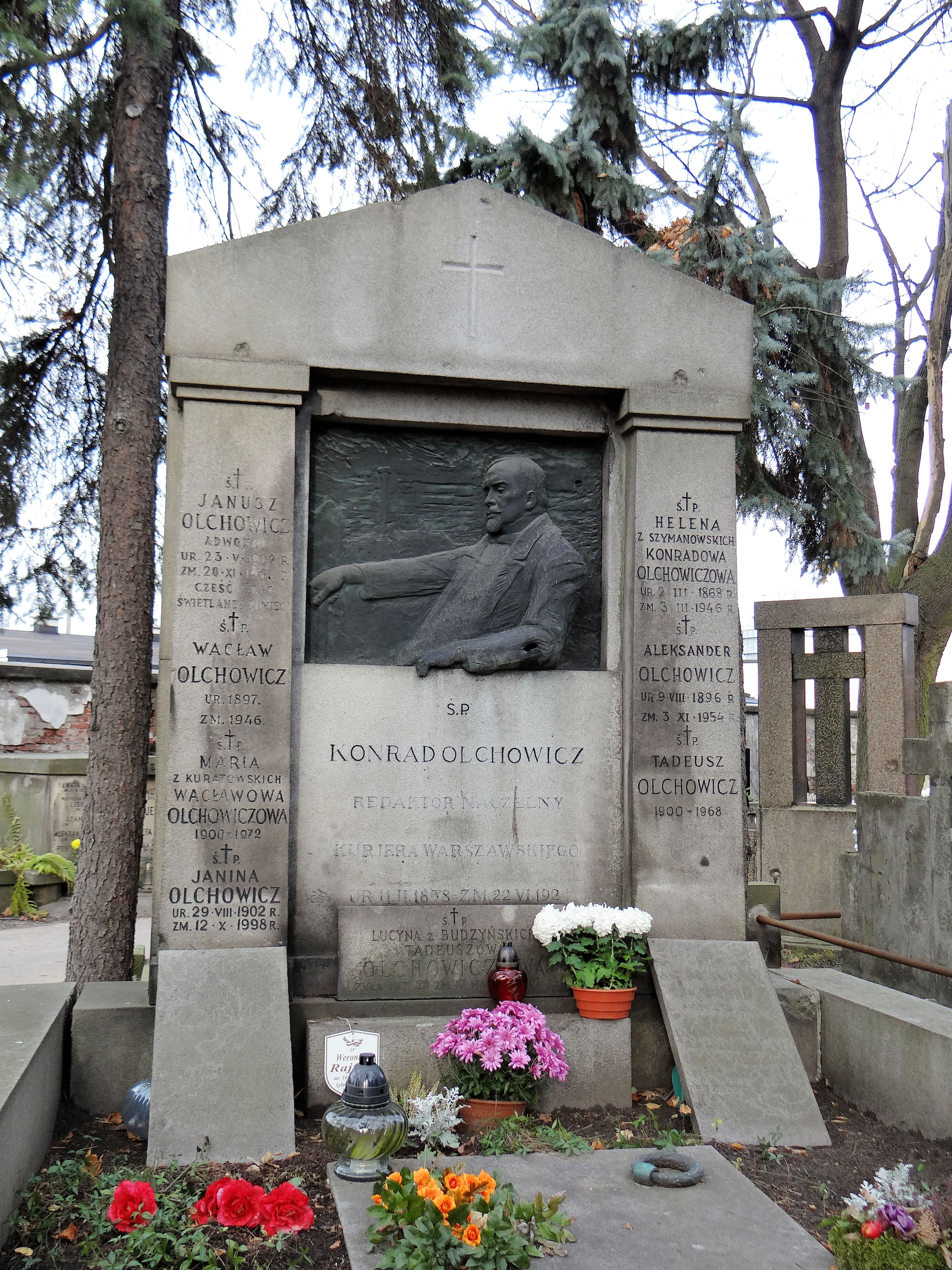
Grobowiec rodziny Olchowiczów na Starych Powązkach – w centralnym miejscu grób Konrada Olchowicza (ojca), fotografia Jolanty Dyr z 2019

Konrad Olchowicz (ur. 11 lutego 1858 w Warszawie, zm. 22 czerwca 1924 tamże) – polski dziennikarz i przemysłowiec, redaktor „Kuriera Warszawskiego”.

## Życiorys
Dzieciństwo spędził w Warszawie. Ukończył IV gimnazjum w Warszawie, a następnie studiował prawo na Uniwersytecie Lwowskim (1877-1879) i Uniwersytecie Wiedeńskim (1879-1881). Podczas studiów był wiceprezesem Czytelni Akademickiej we Lwowie, a następnie należał do zarządu Stowarzyszenia Akademików Polskich „Ognisko” w Wiedniu. Pod wpływem wykładów Juliana Ochorowicza zainteresował się parapsychologią (miał uzdolnienia hipnotyzera). Był także autorem korespondencji do warszawskiego „Kuriera Codziennego”.
Po uzyskaniu absolutorium w 1881 powrócił do Warszawy i po zmarłym przyrodnim bracie Stefanie kierował fabryką olejów i smarów. Został także członkiem sekcji rzemieślniczej Towarzystwa Popierania Przemysłu i Handlu. Wszedł za namową Aleksandra Makowieckiego do założonej w 1896 „Gazety Rzemieślniczej”. Dzięki małżeństwu z córką Wacława Szymanowskiego stał się udziałowcem „Kuriera Warszawskiego” i wszedł do jego redakcji. Od 1899 prowadził działu finansowo-gospodarczy i stałą rubrykę „Tydzień handlowy”. Były to pogadanki „dla wszystkich”, w których w popularny sposób zapoznawał czytelników z tajemnicami giełdy, obrotów pieniężnych czy operacji rynkowych. Obok gruntownej znajomości tematu prezentował w nich także żywy i barwny styl narracji. Od 1905 był redaktorem naczelnym pisma, a jego brat bankowiec – Zygmunt był od 1902 ł jego kierownikiem administracyjnym. W listopadzie 1905 złożył w Petersburgu w imieniu redakcji gazet warszawskich pismo z postulatem zwolnienia jej od cenzury prewencyjnej. Stając na czele „Kuriera Warszawskiego” miał do czynienia z ukształtowanym składem redakcji. Uzupełnił go dwoma osobami, które odegrały istotną rolę w kształtowaniu oblicza i charakteru pierwszego dziennika Warszawy. Byli to Bolesław Koskowski, naczelny publicysta nadający przez wiele lat ton polityczny pismu, i Zdzisław Dębicki, kierownik literacki. Na stanowisku redaktora pisma Olchowicz wykazał niewątpliwie duże talenty organizacyjne i przyczynił się do jego sukcesu finansowego, zarazem utrwalając jego pozycję najbardziej poczytnego dziennika w Warszawie.
Współzałożyciel i członek zarządu Towarzystwa Literatów i Dziennikarzy (1909). Był także członkiem zarządów Kasy Literackiej, Towarzystwa Krajoznawczego, Patronatu nad Więźniami, Towarzystwa Higieny Praktycznej im. Bolesław Prusa. Prezes Towarzystwa Opieki nad Dziećmi. W latach 1905–1918 był członkiem Towarzystwa Kursów Naukowych, od 30 XII 1908 do 20 XII 1916 także członkiem Zarządu TKN. Był także członkiem, a od 1919 prezesem, a następnie prezesem honorowym Towarzystwa Przyjaciół Ciechocinka. Często przyjeżdżał na kurację do Ciechocinka, którego rozwój gorliwie popierał. Spędził z rodziną wiele sezonów w uzdrowisku.
Podczas I wojny światowej kierował Sekcją Mieszkaniową Komitetu Obywatelskiego m. Warszawy, a także wiceprezesem Rady Towarzystwa Gniazd Sierocych.
Kierownictwo redakcji „Kuriera Warszawskiego” przejął po nim jego syn Konrad wraz z Ferdynandem Hoesickiem w styczniu 1922, gdy ciężko zachorował. Pochowany został w grobowcu rodzinnym na cmentarzu Powązkowskim w Warszawie. Uroczystości pogrzebowe stały się okazją do przypomnienia zasług zmarłego oraz zamanifestowania mieszkańców Warszawy swego przywiązania do „Kuriera Warszawskiego”.

## Rodzina
Urodził się w rodzinie byłych właścicieli ziemskich z Wołynia Aleksandra (1818-1864) i Zofii z Osieckich (1830-1904). Miał braci: przyrodniego Stefana (1860-1884) i Zygmunta (1863-1927) Ożenił się w 1891 z Heleną z Szymanowskich (1868–1946). Mieli córkę Marię (ur. 1892) i synów: dziennikarza i senatora II RP Konrada (1894-1978), porucznika WP Szczepana (1895-1926), Aleksandra (1896-1954), Wacława (1897-1946) i uczestnika powstania warszawskiego i posła na Sejm PRL Aleksandra (1898-1954), Tadeusza (1900-1966), adwokata Janusza (1902-1957).

## Literatura
- Czesław Lechicki, Olchowicz Konrad (1858-1924), Polski Słownik Biograficzny, t. 23, s. 726–727
- Halina Kiepurska, Inteligencja zawodowa Warszawy 1905-1907, Warszawa 1967
- Urszula Jakubowska, „Instytucja użyteczności publicznej”. Olchowicze, „Kwartalnik Historii Prasy Polskiej” nr 31/3-4, 1992, s. 7–15, wersja elektroniczna